# Alfred Wehrung
Georges Alfred Wehrung, né à Ottwiller le 23 décembre 1890, et mort dans ce même village en mars 1958, est un agriculteur et un homme politique alsacien.

## Biographie
Né à Ottweiler dans le District de Basse-Alsace (actuel Bas-Rhin), il est le fils d'un agriculteur, Georges Wehrung et d'Emma Klein.
Alfred Wehrung reçoit une éducation protestante.
Conscrit, il combat dans la Deutsches Heer durant la Première Guerre mondiale.
En 1919, il est réintégré dans la nationalité française en application du traité de Versailles.
Il se marie à Ottwiller, le 30 août 1919 avec Louise Caroline Diemer.
Il exerce la profession d'agriculteur à Ottwiller, dont il est élu conseiller municipal en 1920 puis maire en 1925, mandat qu'il conserve sans discontinuer jusqu'à l'occupation.
Réélu maire d'Ottwiller en mai 1945, Alfred Wehrung se présente ensuite en deuxième position de la liste du MRP conduite par Alfred Oberkirch aux élections au Conseil de la République du 8 décembre 1946.
Arrivée largement en tête du scrutin, cette liste remporte les deux sièges à pourvoir au titre de la représentation départementale.
Non réélu en 1948, il revient cependant au Conseil de la République le 2 février 1950, en remplacement d'Albert Ehm, démissionnaire.
Le 18 mai 1952, Alfred Wehrung décide de ne pas se représenter au renouvellement de son mandat au Conseil de la République.
Il est fait chevalier de la Légion d’honneur le 27 février 1954 au titre du ministère de l'Agriculture : 

« Paysan dans toute l'acceptation du mot, il se trouve depuis de longues années à la tête de nombreuses organisations agricoles et syndicales qu'il dirige avec dévouement et beaucoup de compétence. A rendu et rend encore d'appréciables services à l'agriculture de la région qui, grâce à ses conseils pratiques et éclairés a obtenu de très bons résultats au cours des vingt dernières années. »

Alfred Wehrung meurt à Ottwiller le 24 mars 1958 .

## Mandats

### Mandats nationaux
- 8 décembre 1946 - 7 novembre 1948 : conseiller de la République du Bas-Rhin
- 2 février 1950 -  18 mai 1952 : conseiller de la République du Bas-Rhin

### Mandats locaux
mandats municipaux
- de mai 1920 à mai 1925 : conseiller municipal d'Ottwiller
- de mai 1925 à juin 1940 : maire d'Ottwiller
- d'août 1945 à mars 1958 : maire d'Ottwiller

## Décorations
Chevalier de la Légion d'honneur (décret du 27 février 1954)

 Chevalier de l'ordre du Mérite agricole (1946)

 Médaille commémorative de la guerre 1914–1918